# Milicja Francuska
Milicja Francuska (fr. Milice Française) – kolaboracyjna formacja paramilitarna tzw. Państwa Francuskiego działająca w latach 1943-1944 na terenach francuskich pozostających pod okupacją niemiecką, szczególnie w strefie południowej. Ze względu na swoją brutalność w działaniach nazywana była potocznie „francuskim Gestapo”.

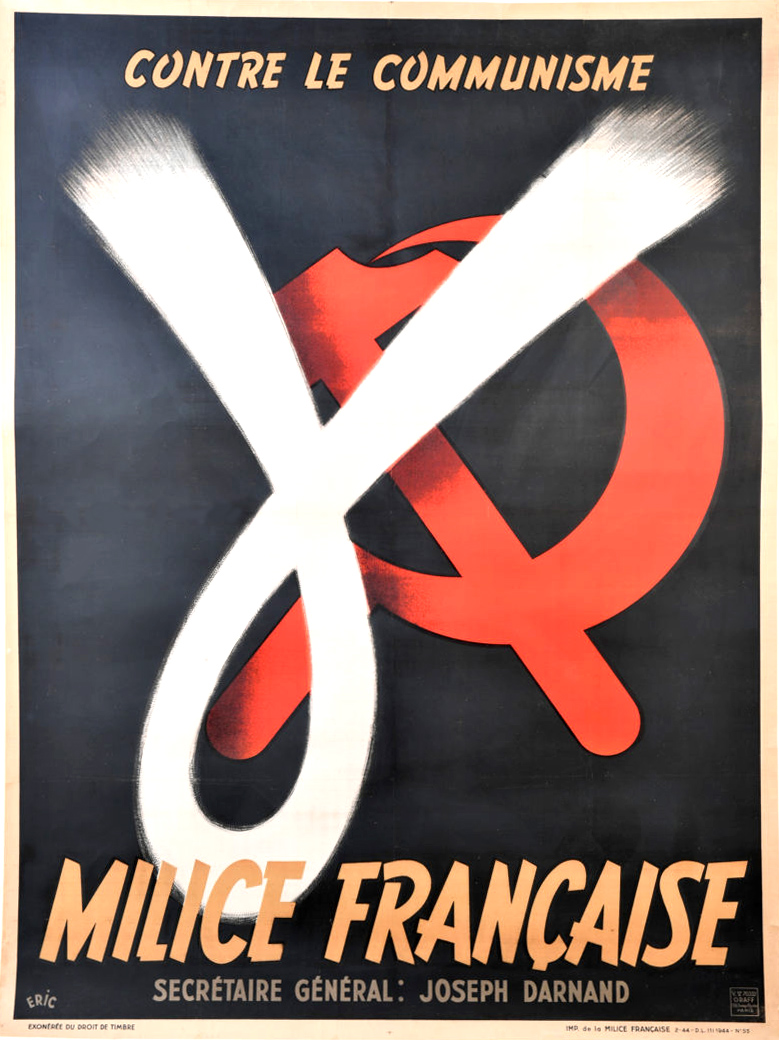
Afisz rekrutacyjny Milicji Francuskiej

## Historia

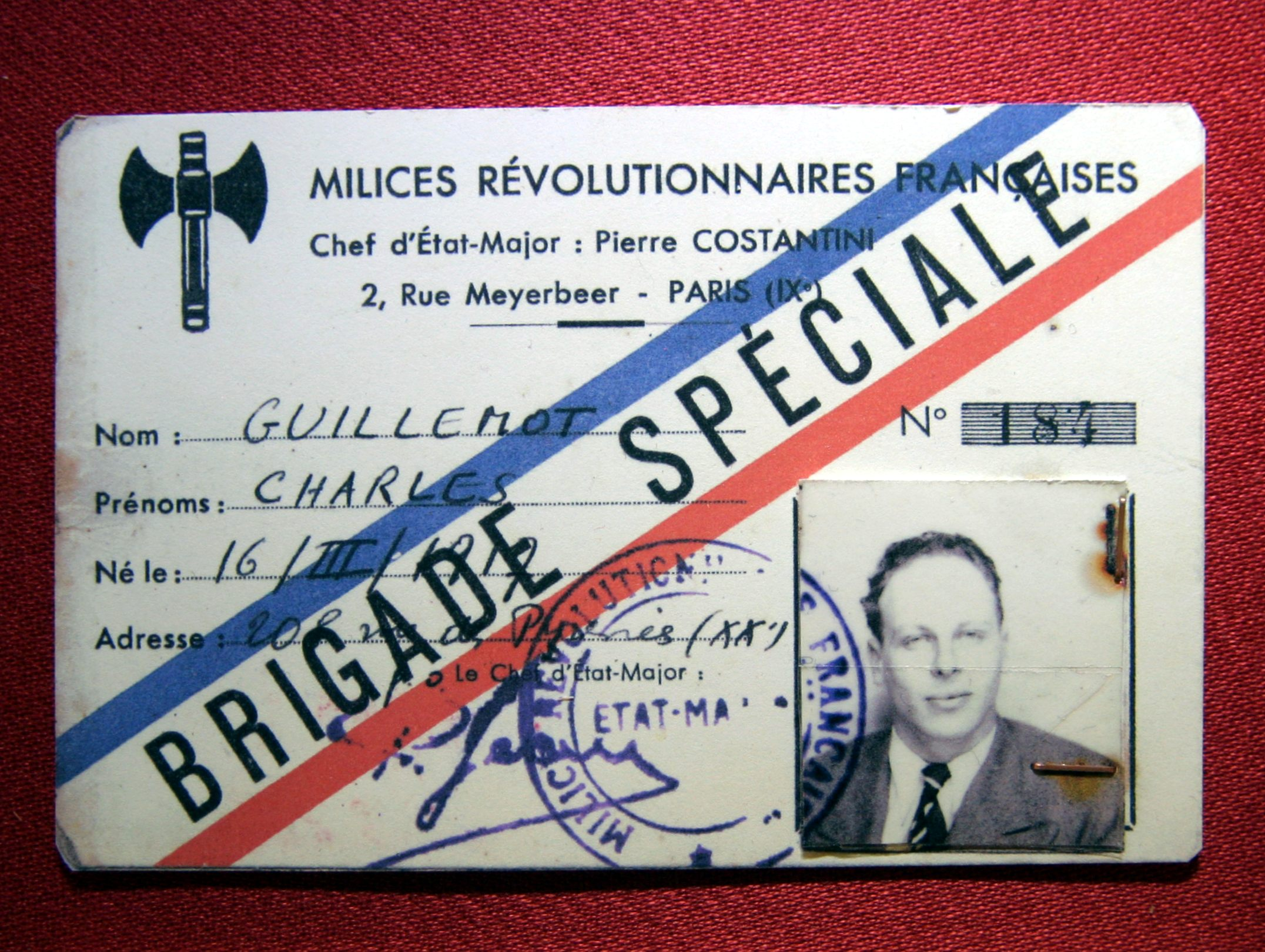
Fałszywe dokumenty płk Serge Asher'a ps. ”Ravanel” z FFI wystawione na nazwisko Charles Guillemot

Milicja Francuska została utworzona w styczniu 1943 r. z przeformowania organizacji Legionowa Służba Porządkowa (SOL), która popierała rząd Vichy marszałka Philippe’a Pétaina oraz wysuwała propozycje pomocy w pozbyciu się Żydów i zwalczaniu Ruchu Oporu. Na czele formacji stał nominalnie Pierre Laval, premier rządu Vichy, faktycznie kierował nią Joseph Darnand, jeden z czołowych działaczy kolaboracyjnych, który złożył osobistą przysięgę na wierność Adolfowi Hitlerowi. Organem prasowym milicji było pismo „Combats”.
Ochotnicy do Milicji rekrutowali się głównie ze skrajnie prawicowych i faszystowskich ugrupowań politycznych. Poza motywami natury ideologicznej dużą rolę odgrywały także takie czynniki, jak bezpieczne zatrudnienie (członkowie Milicji nie mogli być wysyłani na roboty przymusowe), regularna płaca i racje żywnościowe. 
Głównymi zadaniami Milicji Francuskiej były: ochrona porządku publicznego, propaganda i bezpieczeństwo. W sytuacji praktycznie wojny domowej we Francji między siłami prorządowymi a ruchem oporu rola Milice Francaise sprowadzała się faktycznie do pełnienia funkcji pomocniczej służby policyjnej w służbie Niemiec. Uczestniczyła ona w licznych egzekucjach, zabójstwach i deportowaniu Żydów z Francji do obozów koncentracyjnych. Tak jak Gestapo, jej członkowie brali udział w torturach i przesłuchaniach aresztowanych, ale w wielu przypadkach były one brutalniejsze i częściej kończyły się śmiercią. W związku z tym byli oni szczególnie znienawidzeni we francuskim społeczeństwie. Szybko rozpoczęły się zabójstwa milicjantów przez członków ruchu oporu. Najwyższym rangą członkiem Milice Française zabitym przez ruch oporu był Philippe Henriot, minister informacji i propagandy w rządzie Vichy, zwany też „Francuskim Goebbelsem”. W odpowiedzi milicjanci zamordowali kilku lewicowych lub lewicujących polityków i intelektualistów, jak Georges Mandel i Victor Basch.
2 czerwca 1943 r. w Milice Française została wyodrębniona jej część zajmująca się wyłącznie zadaniami policyjnymi i bezpieczeństwa, zwana Franc Garde. Na jej czele stanął Jean de Vaugelas. Jednakże do listopada pozostawała ona nieuzbrojona. W wyniku rozmów przeprowadzonych przez Darnanda z oficerami SS pod koniec 1943 r. Franc Garde dostała od Niemców lekką broń, a w zamian ok. 200 milicjantów przeszło do Waffen-SS. 30 grudnia tego roku Darnand otrzymał w rządzie Vichy stanowisko sekretarza generalnego ds. spraw bezpieczeństwa.
Od stycznia 1944 r. milicja rozszerzyła swoją działalność na północną część Francji. Jej kwaterą główną stała się dawna siedziba Francuskiej Partii Komunistycznej w Paryżu. Natomiast szkoła oficerska została umiejscowiona w synagodze Auteuil. Liczebność organizacji wynosiła wówczas prawdopodobnie ok. 25–35 tys. ludzi, w tym ok. 10–12 tys. we Franc Garde. Jednocześnie od początku roku organizacja zaangażowała się w zbrojne zwalczanie partyzantów (maquis). Członkowie Franc Garde uczestniczyli w kilku operacjach w różnych częściach Francji prowadzonych wraz z siłami niemieckimi. W większości przypadków ich rezultaty były jednak niewystarczające, gdyż milicjanci nie byli odpowiednio przygotowani do prowadzenia walk zbrojnych. W niektórych sytuacjach przy napotkaniu sił partyzanckich uchylali się nawet od podjęcia walki.

## Zakończenie działalności i rozliczenie ze zbrodni
Pod koniec sierpnia 1944, kiedy powstanie narodowe ogarniało coraz większą część Francji, Joseph Darnand wyprowadził z ziem zajmowanych przez partyzantów i regularne oddziały alianckie ok. 6 tys. milicjantów i ok. 4 tys. członków ich rodzin do zaanektowanej przez Rzeszę Alzacji, a następnie do Niemiec. Tam na początku 1945 ok. 1,5 tys. byłych bojówkarzy (m.in. Darnanda i Jeana de Vaugelas) wcielono do zbudowanej na bazie LVF (z którego wywodziła się część milicjantów) 33 Dywizji Grenadierów SS „Charlemagne”. Część członków Milicji Francuskiej skierowano do północnych Włoch, gdzie do końca wojny razem z Niemcami i Narodową Armią Republikańską walczyli przeciwko lokalnym brygadom partyzanckim. 
Jeszcze w czasie okupacji Francuskie Siły Wewnętrzne i wcześniejsze organizacje Ruchu Oporu często przeprowadzały zamachy na członków Milicji. Podczas powstania narodowego oraz krótko po wyzwoleniu kraju bojownicy FFI wraz z ludnością cywilną dokonywali samosądów na milicjantach, m.in. w Le Grand-Bornand pod koniec sierpnia 1944 (okres tzw. epuration). Pierwszym sąd wojskowy nad kolaborantami miał miejsce 2 września 1944 w Grenoble, gdzie z dwunastu sądzonych milicjantów sześciu skazano na śmierć i rozstrzelano tego samego dnia. Wydarzenie to odbiło się szerokim echem na świecie ze względu na publikację zdjęć z miejsca egzekucji w prasie amerykańskiej, poskutkowało to zakazem wykonywania we Francji wyroków śmierci publicznie i tego samego dnia. Blisko 10% członków Milicji Francuskiej zostało straconych, w tym m.in. Joseph Darnand (sekretarz generalny Milicji), Jean Bassompierre (zastępca Darnanda) i Joseph Lécussan (pierwszy szef Milicji na Rodan-Alpy), pozostali otrzymali wyroki wieloletniego pozbawienia wolności.
W 1994 za zbrodnie przeciwko ludności cywilnej skazany na dożywocie został Paul Touvier, szef Milicji na departament Sabaudia a następnie zastępca szefa i szef na region Rodan-Alpy. Jego pierwszy proces miał miejsce w 1946, skazano go wówczas na śmierć, uniknął jednak wykonania wyroku ukrywając się następnie w  rzymskokatolickich klasztorach w różnych rejonach Francji. Zmarł w więzieniu w 1996.

## Umundurowanie i uzbrojenie

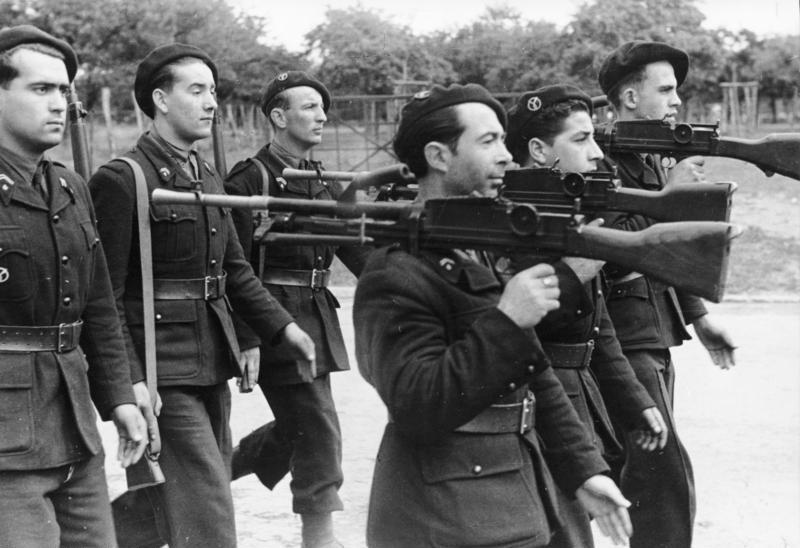
Parada milicjantów

Początkowo umundurowanie Milicji Francuskiej zostało w pełni przejęte po SOL: koszule w kolorze khaki z czarnym krawatem oraz beret i spodnie w kolorze czarnym lub granatowym. Z czasem dodano do niego granatową kurtkę mundurową wzorowaną na wojskowej wz. 41 (niektóre wzorowano na oficerskiej wz. 39). Zmieniono także wzór beretu na szerszy, przypominający wojskowy strzelców alpejskich, który oficerowie mieli nosić przechylony na prawo a pozostali milicjanci na lewo (w praktyce rzadko przestrzegano tego przypisu). Niektórym członkom milicji wydane zostało przejęte po rozwiązanej w 1942 Armii Rozejmowej umundurowanie wz. 41 w kolorze khaki. Charakterystycznym znakiem rozpoznawczym milicji była przyszywana do prawej kieszeni na piersi oraz przyczepiana do beretu naniesiona na okrąg gamma. Symbol ten znalazł się także na granatowych hełmach Adrian używanych przez milicjantów w czasie operacji antypartyzanckich
Funkcje w Milicji Francuskiej noszone były na naramiennikach:
- wolny strażnik (Franc-garde)
- zastępca szefa sekcji (Chef de main adjoint)
- szef sekcji (Chef de main)
- zastępca szefa drużyny (Chef de dizaine adjoint)
- szef drużyny (Chef de dizaine)
- szef grupy w kompanii (Chef de groupe centaine)
- szef grupy w batalionie (Chef de groupe cohorte)
- zastępca szefa plutonu (Chef de trentaine adjoint)
- szef plutonu (Chef de trentaine)
- zastępca szefa kompanii (Chef de centaine adjoint)
- szef kompanii (Chef de centaine)
- zastępca szef batalionu (Chef de cohort adjoint)
- szef batalionu (Chef de cohort)
- zastępca szefa pułku (Chef de centre adjoint)
- szef pułku (Chef de centre)
- zastępca szefa departamentalnego (Chef départemental adjoint)
- szef departamentalny (Chef départemental)
- zastępca szefa regionalnego (Chef regional adjoint)
- szef regionalny (Chef regional)
- Delegat Generalny na strefę północną (Délégué général de la milice en Zone nord)
- Zastępca Sekretarza Generalnego (Sécretaire général adjoint) – Jean Bessompierre (nie nosił naramienników)
- Sekretarz Generalny (Sécretaire général) – Joseph Darnand (nie nosił naramienników)

Początkowo milicjanci nosili wyłącznie krótką broń boczną służącą jedynie do ochrony osobistej. Dopiero w sierpniu 1943 władze Państwa Francuskiego otrzymały pozwolenie niemieckich władz okupacyjnych na wydanie Milicji magazynowej broni rozwiązanej Armii Rozejmowej. Wraz z rozszerzeniem działalności formacji na strefę północną oraz zaangażowanie jej członków w obławy na oddziały partyzanckie zapotrzebowanie na uzbrojenie wzrosło, wówczas hitlerowskie zwierzchnictwo przydzieliło organizacji Darnanda zdobyczne zrzuty broni brytyjskiej i amerykańskiej.